# Wereldkampioenschap superbike van Assen 1998
Het wereldkampioenschap superbike van Assen 1998 was de elfde ronde van het wereldkampioenschap superbike en de tiende en laatste ronde van de wereldserie Supersport 1998. De races werden verreden op 6 september 1998 op het TT-Circuit Assen nabij Assen, Nederland.

## Superbike

### Race 1
| Pos | Nr  | Rijder              | Constructeur | Rondes | Tijd                | Grid | Punten |
| --- | --- | ------------------- | ------------ | ------ | ------------------- | ---- | ------ |
| 1   | 7   | Pierfrancesco Chili | Ducati       | 16     | 33:28.451           | 1    | 25     |
| 2   | 2   | Carl Fogarty        | Ducati       | 16     | +0.158              | 5    | 20     |
| 3   | 11  | Troy Corser         | Ducati       | 16     | +3.948              | 3    | 16     |
| 4   | 111 | Aaron Slight        | Honda        | 16     | +19.009             | 8    | 13     |
| 5   | 45  | Colin Edwards       | Honda        | 16     | +19.898             | 7    | 11     |
| 6   | 6   | Peter Goddard       | Suzuki       | 16     | +22.025             | 2    | 10     |
| 7   | 4   | Akira Yanagawa      | Kawasaki     | 16     | +22.091             | 10   | 9      |
| 8   | 41  | Noriyuki Haga       | Yamaha       | 16     | +38.844             | 15   | 8      |
| 9   | 44  | Scott Russell       | Yamaha       | 16     | +38.964             | 9    | 7      |
| 10  | 5   | Neil Hodgson        | Kawasaki     | 16     | +44.653             | 4    | 6      |
| 11  | 39  | Alessandro Gramigni | Ducati       | 16     | +58.171             | 11   | 5      |
| 12  | 15  | Igor Jerman         | Kawasaki     | 16     | +1:07.225           | 13   | 4      |
| 13  | 12  | Mario Innamorati    | Kawasaki     | 16     | +1:17.891           | 14   | 3      |
| 14  | 57  | Erkka Korpiaho      | Kawasaki     | 16     | +1:23.563           | 17   | 2      |
| 15  | 10  | Andrew Stroud       | Kawasaki     | 16     | +1:44.960           | 20   | 1      |
| 16  | 78  | Heinz Platacis      | Kawasaki     | 15     | +1 ronde            | 19   |        |
| 17  | 79  | Gijsbert Spilt      | Kawasaki     | 15     | +1 ronde            | 21   |        |
| DNF | 35  | Gregorio Lavilla    | Ducati       | 7      | Uitgevallen         | 12   |        |
| DNF | 27  | Frédéric Protat     | Ducati       | 5      | Uitgevallen         | 18   |        |
| DNF | 8   | James Whitham       | Suzuki       | 0      | Uitgevallen         | 6    |        |
| DNS | 19  | Lucio Pedercini     | Ducati       | 0      | Niet gestart        | 16   |        |
| DNQ | 80  | Ruud van Straalen   | Yamaha       | 0      | Niet gekwalificeerd |      |        |
| DNQ | 81  | Piet Reede          | Kawasaki     | 0      | Niet gekwalificeerd |      |        |
| DNQ | 83  | Erich Nolden        | Kawasaki     | 0      | Niet gekwalificeerd |      |        |
| DNQ | 86  | Oddgeir Havnen      | Honda        | 0      | Niet gekwalificeerd |      |        |
| DNQ | 50  | Jiří Mrkývka        | Honda        | 0      | Niet gekwalificeerd |      |        |

### Race 2
| Pos | Nr  | Rijder              | Constructeur | Rondes | Tijd                | Grid | Punten |
| --- | --- | ------------------- | ------------ | ------ | ------------------- | ---- | ------ |
| 1   | 2   | Carl Fogarty        | Ducati       | 16     | 33:30.118           | 5    | 25     |
| 2   | 111 | Aaron Slight        | Honda        | 16     | +5.278              | 8    | 20     |
| 3   | 11  | Troy Corser         | Ducati       | 16     | +5.425              | 3    | 16     |
| 4   | 45  | Colin Edwards       | Honda        | 16     | +12.755             | 7    | 13     |
| 5   | 8   | James Whitham       | Suzuki       | 16     | +12.818             | 6    | 11     |
| 6   | 4   | Akira Yanagawa      | Kawasaki     | 16     | +12.924             | 10   | 10     |
| 7   | 6   | Peter Goddard       | Suzuki       | 16     | +13.037             | 2    | 9      |
| 8   | 41  | Noriyuki Haga       | Yamaha       | 16     | +35.852             | 15   | 8      |
| 9   | 5   | Neil Hodgson        | Kawasaki     | 16     | +48.400             | 4    | 7      |
| 10  | 15  | Igor Jerman         | Kawasaki     | 16     | +48.813             | 13   | 6      |
| 11  | 12  | Mario Innamorati    | Kawasaki     | 16     | +1:20.702           | 14   | 5      |
| 12  | 57  | Erkka Korpiaho      | Kawasaki     | 16     | +1:28.560           | 17   | 4      |
| 13  | 10  | Andrew Stroud       | Kawasaki     | 16     | +1:28.815           | 20   | 3      |
| 14  | 78  | Heinz Platacis      | Kawasaki     | 15     | +1 ronde            | 19   | 2      |
| DNF | 7   | Pierfrancesco Chili | Ducati       | 15     | Uitgevallen         | 1    |        |
| DNF | 39  | Alessandro Gramigni | Ducati       | 9      | Uitgevallen         | 11   |        |
| DNF | 35  | Gregorio Lavilla    | Ducati       | 3      | Uitgevallen         | 12   |        |
| DNF | 44  | Scott Russell       | Yamaha       | 1      | Uitgevallen         | 9    |        |
| DNF | 79  | Gijsbert Spilt      | Kawasaki     | 1      | Uitgevallen         | 21   |        |
| DNS | 19  | Lucio Pedercini     | Ducati       | 0      | Niet gestart        | 16   |        |
| DNS | 27  | Frédéric Protat     | Ducati       | 0      | Niet gestart        | 18   |        |
| DNQ | 80  | Ruud van Straalen   | Yamaha       | 0      | Niet gekwalificeerd |      |        |
| DNQ | 81  | Piet Reede          | Kawasaki     | 0      | Niet gekwalificeerd |      |        |
| DNQ | 83  | Erich Nolden        | Kawasaki     | 0      | Niet gekwalificeerd |      |        |
| DNQ | 86  | Oddgeir Havnen      | Honda        | 0      | Niet gekwalificeerd |      |        |
| DNQ | 50  | Jiří Mrkývka        | Honda        | 0      | Niet gekwalificeerd |      |        |

## Supersport
| Pos | Nr | Rijder                | Constructeur | Rondes | Tijd                | Grid | Punten |
| --- | -- | --------------------- | ------------ | ------ | ------------------- | ---- | ------ |
| 1   | 2  | Vittoriano Guareschi  | Yamaha       | 16     | 35:35.382           | 1    | 25     |
| 2   | 8  | Fabrizio Pirovano     | Suzuki       | 16     | +0.925              | 2    | 20     |
| 3   | 4  | Stéphane Chambon      | Suzuki       | 16     | +1.771              | 3    | 16     |
| 4   | 18 | Cristiano Migliorati  | Ducati       | 16     | +9.377              | 8    | 13     |
| 5   | 58 | Mile Pajic            | Kawasaki     | 16     | +22.595             | 15   | 11     |
| 6   | 5  | Massimo Meregalli     | Yamaha       | 16     | +25.447             | 13   | 10     |
| 7   | 27 | Camillo Mariottini    | Kawasaki     | 16     | +27.226             | 14   | 9      |
| 8   | 33 | Robert Ulm            | Yamaha       | 16     | +27.799             | 17   | 8      |
| 9   | 62 | Torleif Hartelman     | Honda        | 16     | +28.872             | 21   | 7      |
| 10  | 21 | Roberto Teneggi       | Ducati       | 16     | +34.347             | 16   | 6      |
| 11  | 11 | Giovanni Bussei       | Suzuki       | 16     | +34.914             | 9    | 5      |
| 12  | 34 | Giuseppe Fiorillo     | Suzuki       | 16     | +35.219             | 11   | 4      |
| 13  | 13 | Kirk McCarthy         | Honda        | 16     | +46.445             | 20   | 3      |
| 14  | 68 | Jan Hanson            | Honda        | 16     | +48.321             | 24   | 2      |
| 15  | 28 | Javier Rodríguez      | Yamaha       | 16     | +53.361             | 23   | 1      |
| 16  | 60 | Harry van Beek        | Yamaha       | 16     | +54.376             | 19   |        |
| 17  | 59 | Wim Theunissen        | Kawasaki     | 16     | +56.042             | 30   |        |
| 18  | 71 | John Tuuli            | Suzuki       | 16     | +57.487             | 25   |        |
| 19  | 65 | Paul Hoogenboom       | Suzuki       | 16     | +1:11.608           | 36   |        |
| 20  | 42 | Andrea Mazzali        | Ducati       | 16     | +1:23.924           | 32   |        |
| 21  | 22 | Stefan Nebel          | Kawasaki     | 16     | +1:26.995           | 26   |        |
| 22  | 63 | Emiel Bosma           | Honda        | 16     | +1:28.102           | 31   |        |
| DNF | 86 | Jarno Boesveld        | Yamaha       | 15     | Uitgevallen         | 29   |        |
| DNF | 16 | Sébastien Charpentier | Honda        | 10     | Uitgevallen         | 22   |        |
| DNF | 20 | Werner Daemen         | Kawasaki     | 7      | Uitgevallen         | 18   |        |
| DNF | 89 | Stéphane Mertens      | Suzuki       | 5      | Uitgevallen         | 28   |        |
| DNF | 9  | Wilco Zeelenberg      | Yamaha       | 4      | Uitgevallen         | 6    |        |
| DNF | 1  | Paolo Casoli          | Ducati       | 3      | Uitgevallen         | 4    |        |
| DNF | 83 | Ferdinando Di Maso    | Ducati       | 2      | Uitgevallen         | 34   |        |
| DNF | 57 | Angelo Conti          | Suzuki       | 2      | Uitgevallen         | 33   |        |
| DNF | 52 | James Toseland        | Honda        | 2      | Uitgevallen         | 10   |        |
| DNF | 35 | Mauro Lucchiari       | Ducati       | 2      | Uitgevallen         | 7    |        |
| DNF | 17 | Pere Riba             | Ducati       | 1      | Uitgevallen         | 17   |        |
| DNF | 85 | Micha van Deelen      | Honda        | 1      | Uitgevallen         | 35   |        |
| DNF | 37 | Serafino Foti         | Bimota       | 0      | Uitgevallen         | 12   |        |
| DNS | 87 | Roberto Panichi       | Bimota       | 0      | Niet gestart        | 27   |        |
| DNQ | 88 | Henk Riezebos         | Yamaha       | 0      | Niet gekwalificeerd |      |        |
| DNQ | 96 | Claude-Alain Jäggi    | Ducati       | 0      | Niet gekwalificeerd |      |        |
| DNQ | 75 | Panu Hänninen         | Yamaha       | 0      | Niet gekwalificeerd |      |        |
| DNQ | 69 | Martin Johansson      | Honda        | 0      | Niet gekwalificeerd |      |        |

## Tussenstanden na wedstrijd

### Superbike
| Pos | Nr  | Rijder              | Team   | Punten |
| --- | --- | ------------------- | ------ | ------ |
| 1   | 11  | Troy Corser         | Ducati | 328,5  |
| 2   | 111 | Aaron Slight        | Honda  | 328    |
| 3   | 2   | Carl Fogarty        | Ducati | 322,5  |
| 4   | 7   | Pierfrancesco Chili | Ducati | 289,5  |
| 5   | 45  | Colin Edwards       | Honda  | 273,5  |

### Supersport
| Pos | Nr | Rijder               | Team   | Punten |
| --- | -- | -------------------- | ------ | ------ |
| 1   | 8  | Fabrizio Pirovano    | Suzuki | 171    |
| 2   | 2  | Vittoriano Guareschi | Yamaha | 149    |
| 3   | 4  | Stéphane Chambon     | Suzuki | 137    |
| 4   | 1  | Paolo Casoli         | Ducati | 92     |
| 5   | 5  | Massimo Meregalli    | Yamaha | 90     |

1992 · 1993 · 1994 · 1995 · 1996 · 1997 · 1998 · 1999 · 2000 · 2001 · 2002 · 2003 · 2004 · 2005 · 2006 · 2007 · 2008 · 2009 · 2010 · 2011 · 2012 · 2013 · 2014 · 2015 · 2016 · 2017 · 2018 · 2019 · 2021 · 2022 · 2023 · 2024 · 2025